# Pauli (släkt)
Ej att förväxla med Pauli (adelsätt). Se även förgreningssidan Pauli.
Pauli var en svensk släkt som invandrade från Tyskland på 1600-talet. Flera av de förmögna handelsmännen i släkten räknades till den så kallade Skeppsbroadeln.
Niclas Pauli (1649–1710), från Schleswig-Holstein invandrade till Stockholm 1667. Startade Paulis manufaktur, ett ylleväveri på Götgatan, och omnämns senare som köp- och handelsman.
- Christoffer (1678–1751) utökade faderns ylleväveri som blev en av  Stockholms största textilfabriker. Importerade råvaror till textilier. Han var gift med köpmandottern Sara Bedoire, deras dotter Maria Elisabeth gifte sig med grosshandlaren Abraham Arfwedson.  Christoffer var i ett andra äktenskap gift med Johanna Thormöhlen.
  - Lorentz (1725–1785) var gift med Christina, dotter till brukspatron Johan Suck d.y.. Äktenskapet var barnlöst. Han drev familjeföretaget med fadern och därefter med sina bröder och från 1750 ensam. Lorentz bosatte sig 1776 på sin gård Stora Säby i Österåker.
  - Johan (1714–1774) drev mellan 1731 och 1745 en textilfabrik med brodern Niclas och startade därefter en egen fabrik. Han var gift med Anna, dotter till köpman Samuel Worster.
  - Niclas, även Nicolaus, (1714–1781) drev en fabrik med brodern Johan och startade en egen textilfabrik. Han var gift med grosshandlardottern Maria Küsel. Familjen bodde på Skeppsbron 26 i ett hus Niclas köpt 1766.
  - Carl Christoffer (1718–1794) kom på obestånd och tvingades lämna sina fabriker på 1750-talet. 
    - Niclas (1742–1812) son till Niclas, nämnd ovan. Han var en förmögen fabrikör, grosshandlare och skeppsredare. Han deltog i Stockholms styrelse mellan 1777 och 1794. Han ägde en fastighet vid hörnet Skeppsbron-Slottsbacken, och var en av fyra direktörer i Svenska Västindiska Kompaniet. Han var också en av de större delägarna i kompaniet och hans investeringar där under 1790-talet ledde till att han begärde sig i konkurs 1799.
    - Johan Christoffer (1743–1823) bror till Niclas, var grosshandlare och brukspatron samt ägare till ett antal skepp. Från 1790-talet var han en av Stockholms viktigaste exportörer. Han drev åren runt sekelskiftet 1800 ett handelshus med Johan Fredrik Wahrendorff.
      - Fredrik (1792–1860) son till Johan Christoffer, var grosshandlare. Med honom utdog släkten på manssidan.